# Nomadinae
Nomadinae (лат.) — подсемейство пчёл-кукушек подотряда стебельчатобрюхие отряда перепончатокрылые насекомые.
Клептопаразиты других видов пчёл.

## Распространение
Распространены всесветно, кроме Антарктики. В Австралии и Ориентальной области представлено только трибой Nomadini. Есть эндемичные трибы, представленные лишь в одном регионе: Ammobatoidini (Палеарктика), Caenoprosopidini (Неотропика), Neolarrini (Неарктика), Townsendiellini (Неарктика).

## Описание
Своим внешним малопушенным видом Nomadinae скорее напоминают мелких ос, чем пчёл. Клептопаразиты пчёл родов Anthophora, Colletes, Tetralonia и других видов, в гнёзда которых самки Nomadinae откладывают свои яйца, но при этом не вступают в конфликт с хозяевами («номадный» тип клептопаразитирования). Вылупившаяся личинка убивает личинку или яйцо вида-хозяина, но не поедает их, а питается запасами пищи хозяев. Личинки клептопаразитов подвижны и обладают длинными заострёнными мандибулами (до первой линьки). Как и другие пчёлы-кукушки, их имаго не обладают приспособлениями для опыления и сбора пыльцы (нет корзиночек на ногах, модифицированных волосков на теле и т. д.).

## Систематика
Крупнейший и наиболее разнообразный таксон клептопаразитических пчёл-кукушек. Выделяют 10 триб и около 30 родов (включая 4 монотипичные трибы и крупнейший род Nomada, в котором более 700 видов). По новой классификации (Michener, 2000, 2007), перенесено из состава Anthophoridae (куда Nomadinae ранее входили вместе с Xylocopinae) в семейство настоящих пчёл Apidae.
- Подсемейство Nomadinae

- Триба Ammobatini (8 родов)

- Ammobates — Chiasmognathus — Melanempis — Oreopasites — Parammobatodes — Pasites — Sphecodopsis — Spinopasites

- Триба Ammobatoidini (4 рода)

- Aethammobates — Ammobatoides — Holcopasites — Schmiedeknechtia 

- Триба Biastini (3 рода)

- Biastes — Neopasites — Rhopalolemma

- Триба Brachynomadini (5 родов)

- Brachynomada — Kelita — Paranomada — Trichonomada — Triopasites

- Триба Caenoprosopidini (2 рода: Caenoprosopina — Caenoprosopis)
- Триба Epeolini (8 родов, более 100 паразитических видов)

- Doeringiella — Epeolus — Odyneropsis — Pseudepeolus — Rhinepeolus — Rhogepeolus — Thalestria — Triepeolus

- Триба Hexepeolini (1 род Hexepeolus)
- Триба Neolarrini (1 род Neolarra)
- Триба Nomadini (1 род Nomada)
- Триба Townsendiellini (1 род Townsendiella)